# Maria Stromberger
Maria Stromberger (ur. 16 marca 1898 w Metnitz w Karyntii, zm. 18 maja 1957 w Bregenz) – austriacka pielęgniarka, która dobrowolnie zgłosiła się do pracy w obozie koncentracyjnym Auschwitz-Birkenau w okresie III Rzeszy. Jako jedyna z personelu obozu utrzymywała kontakty z ruchem oporu i udzielała pomocy więźniom. Była łączniczką Międzynarodowej Grupy Ruchu Oporu KL Auschwitz-Birkenau.

## Ochotnik do Auschwitz
W 1937 przybyła do Bregenz, gdzie pracowała w miejscowym szpitalu do wybuchu wojny oraz w początkowym jej okresie. Podczas wojny Maria Stromberger nie była członkiem SS i NSDAP. Była głęboko wierzącą katoliczką. W lipcu 1942 roku została przeniesiona ze szpitala w Heidelbergu do miejskiego szpitala dla zakaźnie chorych w Królewskiej Hucie (obecnie część Chorzowa). Pewnego dnia do szpitala zostało przyjętych dwóch Polaków zwolnionych z obozu w Oświęcimiu. Skierowano ich na oddział zakaźny na skutek objawów typowego duru plamistego. W czasie majaczeń gorączkowych i koszmarów opowiadali swe przeżycia obozowe. Wydały się one siostrze tak dziwne i niewiarygodne, że kiedy wyzdrowieli, zaczęła wypytywać ich jeszcze raz o wszystkie szczegóły. Słysząc o tej ponurej sławie obozu koncentracyjnego Auschwitz powiedziała: 

Chcę zobaczyć jak tam jest naprawdę. Być może mogę zrobić coś dobrego".

 Po rozmowach z Polakami podjęła wkrótce decyzję zgłoszenia się do okręgowego urzędu zdrowia w Katowicach i dobrowolnej pracy w KL Auschwitz.

## W Auschwitz
Po zgłoszeniu się do komendantury obozu pouczono ją, że wszystko z czym się tutaj zetknie, jest objęte tajemnicą państwową. Została poinformowana, że w obozie odbywa się "oczyszczanie od Żydów", a śmiertelność wśród więźniów aryjskich wynosi miesięcznie przeciętnie 7–8 tysięcy. Podpisała przysięgę zachowania tajemnicy państwowej oraz stosowania się do regulaminu obozowego, który zakazywał między innymi rozmów z więźniami, kontaktowania się z nimi, przesyłania ich korespondencji oraz jakiejkolwiek pomocy świadczonej na ich rzecz. Została pouczona, że odstępstwa od zasad panujących w obozie oraz zdrada będzie karana śmiercią. Od 1 października 1942 przyjęto ją do pracy, gdzie pełniła obowiązki przełożonej pielęgniarek oberschwester SS-revieru, czyli obozowej izby chorych SS w obozie koncentracyjnym Auschwitz.
Poprzez własne obserwacje przekonała się, że relacje Polaków, których wysłuchała w szpitalu, były prawdziwe. Pierwszym jej traumatycznym przeżyciem w obozie była scena, którą zaobserwowała przez okno kuchni SS-revieru. Kiedy zobaczyła ciało więźnia wiszące na wewnętrznej stronie drutów otaczających obóz, zemdlała. Po tym zdarzeniu zaczęła zadawać pytania więźniom, łamiąc regulamin obozowy. Odpowiedzi udzielane przez nich uzmysłowiły jej prawdziwy obraz obozu. Nawiązując kontakty, zaczęła świadomie pomagać więźniom umieszczonym w Auschwitz, organizując im dodatkowe porcje jedzenia oraz leki.
Jej niespotykana wśród personelu obozu życzliwość wobec więźniów została dostrzeżona wkrótce przez kierownictwo. W styczniu 1943 r. została po raz pierwszy zadenuncjowana przez esesmana Kaulfussa. Lekarz garnizonu SS Wirths wezwał ją do siebie, udzielając jej nagany oraz ostrzegając o konsekwencjach odstępstw od regulaminu, jakich się dopuściła. Pracę jej ocenił co prawda bardzo dobrze, ale zarzucił jej "zbyt ludzkie traktowanie więźniów". Siostra weszła wkrótce w konflikt z autorem donosu – Niemcem sudeckim, który obserwował ją regularnie, donosząc na nią do zwierzchników. W końcu przyparta do muru sama złożyła donos na Kaulfussa, że po pijanemu podarł portret Himmlera. Podczas konfrontacji udało się jej wystraszyć esesmana na tyle, że zaprzestał dalszych donosów i zostawił ją w spokoju. Sama jednocześnie nie zrezygnowała z dalszej pomocy. Wkrótce stała się sławna w obozie do tego stopnia, że skontaktowali się z nią przedstawiciele obozowego ruchu oporu.

## Współpraca z ruchem oporu w Auschwitz
Polecenie skontaktowania się z siostrą otrzymał Władysław Raynoch (numer obozowy 60746), pracujący w SS-revierze. Maria Stromberger przyjęła propozycję pełnienia funkcji łączniczki między Obozową Grupą Ruchu Oporu a polskim podziemiem. Kiedy Raynoch powiedział jej otwarcie, że taka działalność jest niebezpieczna i że w razie wpadki może stracić życie, siostra Maria miała odpowiedzieć: 

O tym wiem, ale to nie jest ważne. Tysiące dobrych i wielkich ludzi zginęło w KL Auschwitz, wielcy lekarze, artyści, muzycy – jaką różnicę zrobi jedna osoba taka, jak ja...

Maria Stromberger stała się wkrótce ważnym ogniwem obozowego ruchu oporu. Dzięki jej pośrednictwu w prasie podziemnej opisywano zbrodnie dokonywane w Auschwitz, a polski ruch oporu przekazywał meldunki o ludobójstwie na Zachód, gdzie emitowały je na cały świat BBC, radio moskiewskie oraz inne stacje radiowe. Siostra przekazywała szyfry, raporty, instrukcje, plany ucieczek, ostrzeżenia o zamierzonych aresztowaniach, zawiadomienia o śmierci oraz listy i słowa pociechy dla rodzin na wolności. Na teren obozu siostra Maria przenosiła między innymi korespondencję, nielegalną prasę, lekarstwa, broń, materiał wybuchowy potrzebny na wypadek zbrojnego powstania w obozie, trucizny na własny użytek więźniów w przypadku nieudanej ucieczki, a także dla wykonania zamachów na SS i agentów Gestapo. W ostatnim okresie działalności obozu, wkrótce przed wkroczeniem Armii Czerwonej, udało się jej wynieść z obozu dwie grube książki ze spisami więźniów i w ten sposób ocalić resztkę palonych już przez SS dokumentów obozowych.

## Po wojnie
Po kapitulacji Niemiec Maria Stromberger została aresztowana i osadzona w polskim więzieniu. Stamtąd napisała list do byłych więźniów obozu i na skutek ich interwencji została wypuszczona na wolność. Oskarżona o zabijanie więźniów Auschwitz zastrzykami fenolu w serce, została oczyszczona z zarzutów dzięki wstawiennictwu byłych więźniów. W 1947 uczestniczyła jako świadek w procesie personelu zarządzającego KL Auschwitz m.in. komendanta obozu Rudolfa Hoessa.
Była wielokrotnie zapraszana do Polski przez byłych więźniów KL Auschwitz. Zmarła 18 maja 1957 w Bregenz w Austrii.

## Literatura
- Harald Walser: Der Engel von Auschwitz in: Montfort. Jg. 40, 1988. Heft 1, S. 70-78.
- Hermann Langbein: Menschen in Auschwitz. ISBN 3-203-50414-6
- JM Georges S.Benedict: Nurs Hist Rev. 2006; 14: 189-202. Maria Stromberger: a nurse in the resistance in Auschwitz. Medical University of South Carolina, College of Nursing, Charleston 29425, USA
- Andreas Eder: Maria Stromberger (1898 - 1957). Eine Biografie. ISBN 3-902221-08-9